# Chengam
Chengam è una suddivisione dell'India, classificata come town panchayat, di 23.200 abitanti, situata nel distretto di Tiruvannamalai, nello stato federato del Tamil Nadu. In base al numero di abitanti la città rientra nella classe III (da 20.000 a 49.999 persone).

## Geografia fisica
La città è situata a 12° 18' 0 N e 78° 47' 60 E e ha un'altitudine di 271 m s.l.m..

## Società

### Evoluzione demografica
Al censimento del 2001 la popolazione di Chengam assommava a 23.200 persone, delle quali 11.681 maschi e 11.519 femmine. I bambini di età inferiore o uguale ai sei anni assommavano a 2.771, dei quali 1.443 maschi e 1.328 femmine. Infine, coloro che erano in grado di saper almeno leggere e scrivere erano 15.102, dei quali 8.400 maschi e 6.702 femmine.